# Демиркапийски чуки
Демиркапийски чуки е двоен върх, разположен на главното било на Северен Пирин между в. Кралев двор от северозапад и седловината Демиркапия от изток. Някои раглеждат двете му скалисти коти като отделни върхове. Височината на западната е 2648 м, а на източната 2646 м. От западния връх се отделя хребет, ограждащ от изток вторичния циркус под в. Кралев двор. Склоновете на Демиркапийски чуки са стръмни и в голямата си част труднодостъпни. Названието най-вероятно е ново, тъй като местното население счита върховете за безименни. В туристическата литература, под името Демиркапийски чукар, се появява за първи път в Пътеводителя на Пирин от 1970 г. Вероятно върхът е наречен така по името на близката седловина Демиркапия.